# Кратер Землі Вілкса
Кра́тер Землі́ Ві́лкса — маскон, розташований під крижаним щитом Антарктиди, в районі Землі Вілкса (70° пд. ш. 120° сх. д. / 70° пд. ш. 120° сх. д.), має діаметр близько 500 км. Є припущення, що це величезна астроблема.
2006 року групою під керівництвом Ральфа фон Фрезі (Ralph von Frese) і Леремі Поттса (Laramie Potts) за даними вимірювань гравітаційного поля Землі супутниками GRACE було виявлено маскон (концентрацію маси) діаметром близько 300 миль, навколо якого розташована велика кільцева структура. Така комбінація характерна для метеоритних кратерів.
Якщо це утворення справді є метеоритним кратером, то це найбільша астроблема на Землі. Метеорит, який міг утворити його, приблизно в 6 разів більший метеорита, який утворив кратер Чиксулуб і який, як вважається, викликав масове вимирання на межі крейди і кайнозою. Висловлено гіпотезу, що імпактна подія, внаслідок якої утворився кратер на Землі Вілкса, могла викликати пермсько-тріасове вимирання близько 250 млн років тому.
Існують альтернативні пояснення появи маскона, такі як мантійні плюми й інші види великомасштабної вулканічної активності. Оскільки структура розташована під Антарктичним крижаним щитом, безпосередні її дослідження поки що неможливі.